# Kevin Power (Sänger)
Kevin Power (* vor 1963 in Halifax, Nova Scotia) ist ein kanadischer Sänger (Countertenor) und Schauspieler.

## Leben
Power studierte Musiktheorie, Komposition und Gesang an der University of Saskatchewan und erhielt ein Murray Adaskin Composition Scholarship und drei Saskatchewan Arts Board Grants. Er trat als Sänger und Schauspieler u. a. als M. André in The Phantom of the Opera, Tiny Tom in Urinetown:  the Musical, Thenardier in Les Miserables, Rooster in Annie und Cogsworth in der Disneyproduktion von Beauty & the Beast auf und spielte in Uraufführungen der Operette Leo, The Royal Cadette den "Wind", in der Oper Boiler Room Suite von Rex Deverall und Quentin Doolittle den Pete und in Tornrak den Billy.
2002 gab er erfolgreiche Konzerte mit der Kitchener-Waterloo Symphony, und mit der selbst produzierten Show BroadwayCabaret/BroadwayJazz tourte er in der Saison 2003–04 mit dem Jazzpianisten Richard Whiteman dreimal durch Kanada. Beim Film debütierte er 2006 in der Rolle des Tom an der Seite von Patti Labelle in Peter Werners Why I Wore Lipstick to my Mastectomy. Es folgten u. a. Rollen als  Gregor in Horsemen (2009, mit Dennis Quaid), als Geneco Spokesman in Repo, the Genetic Opera (Lionsgate Films),  Willam de Vos in The Border und Clarence Trump in Committed. Mit Ian C. Nelson schrieb er für das Sakatchewan Playwright's Festival 2003 das Stück Double Blind.
Als klassischer Sänger trat Power mit den Tudor Singers of Montreal, The Montreal Opera und den Montreal Symphony Ensembles auf. Als Countertenor sang er mit Mitgliedern des Studio Anvienne de Montreal die Altpartie in Händels Messiah.  

## Weblink
- Kevin Power Homepage